# Alfred Kalmus
Alfred August Ulrich Kalmus, né le 16 mai 1889 à Vienne et mort le 25 septembre 1972 à Londres, est un éditeur de musique britannique d'origine autrichienne.

## Biographie
Alfred Kalmus naît le 16 mai 1889 à Vienne. Il est diplômé en droit de l'université de Vienne et obtient le titre de docteur ès lettres en 1913. Il étudie également la musique auprès de Guido Adler. Sa carrière dans l'édition musicale débute en 1909, lorsqu'il rejoint la jeune et entreprenante maison viennoise Universal Edition, où il s'associe à certaines des figures marquantes du début du XXe siècle, Schoenberg, Berg, Webern, Bartók et Janáček.
Les événements politiques l'obligent à émigrer en Angleterre où il crée le bureau londonien d'Universal Edition en 1936.
Alfred Kalmus meurt le 25 septembre 1972 à Londres.